# Mnesicles trifidus
Mnesicles trifidus är en insektsart som beskrevs av Marius Descamps 1974. Mnesicles trifidus ingår i släktet Mnesicles och familjen Chorotypidae. Inga underarter finns listade i Catalogue of Life.